# American International Group
American International Group (AIG) é a maior empresa seguradora dos Estados Unidos. Sediada em Nova Iorque, a empresa é líder mundial em seguros e serviços financeiros. Segundo a lista da Forbes (2008), a AIG era a 18ª maior empresa do mundo. As ações da companhia passaram a compor o índice Dow Jones em 8 de abril de 2004.
Nos esportes, AIG patrocina o Japan Open Tennis Championships, torneio de tênis também conhecido como AIG Open. No futebol, em 2006, a AIG assinou um contrato de quatro anos com o Manchester United, clube com a maior torcida da Inglaterra.
A AIG entrou no mercado português a 15 de setembro de 1985, tendo sido a primeira seguradora estrangeira a entrar em Portugal, após a liberalização da economia.
No Brasil, iniciou sua atuação no ano de 1997, em parceria com o Unibanco.
Com a abertura do mercado de resseguros, o grupo estadunidense demonstrou interesse em ingressar no mercado brasileiro através da Transatlatic Re. e da AIU. De sua associação ao Unibanco, resultou a Unibanco AIG, que se tornou a principal acionista privada do IRB-Brasil Re.

## Polêmica
Ao lado de outras seguradoras, como a AETN e a NYLIC, a America International Group vendia "apólices que asseguravam que os proprietários de escravos seriam compensados se os escravos que possuíam fossem feridos ou mortos".

## Crise dossubprimes
Depois do pedido de concordata do quarto maior banco dos Estados Unidos, o Lehman Brothers, a 14 de Setembro de 2008, a AIG parecia séria candidata a ser a próxima vítima da crise financeira.
Em 16 de setembro, a companhia sofreu uma crise de liquidez, após a queda de sua classificação de risco. Para evitar a quebra da seguradora - e o consequente aprofundamento da crise dos subprimes - o FED anunciou a criação de uma linha de crédito de até 85 bilhões de dólares (cerca de 60 bilhões de euros), por um período de 24 meses, a uma taxa 8,5% acima da média da London Interbank Offered Rate (LIBOR) dos últimos três meses, tendo como garantia 79,9% das ações da companhia.
No mesmo dia, a diretoria da AIG anunciou que aceitava os termos do pacote de socorro do Federal Reserve Bank. Foi a maior operação de salvamento de uma empresa privada, empreendida pelo governo dos EUA, em toda a história, embora menor do que as realizadas uma semana antes, de 200 bilhões de dólares para a Federal National Mortgage Association (FNMA), conhecida como Fannie Mae, e a Federal Home Loan Mortgage Corporation (FHLMC), conhecida como Freddie Mac, que foram estatizadas e, portanto, atualmente são empresas públicas, garantidas pelo governo federal.
Em 2008, teve um prejuízo de mais de 99 bilhões de dólares, sendo mais de 61 bilhões apenas do quarto trimestre.